# Шенелю
Шенелю — горная вершина в Кош-Агачском районе Республики Алтай.

## Этимология
От алт. чейнелӱ — имеющий марьины коренья (Paeonia anomala).

## Описание
Гора на восточной оконечности Катунского хребта. Хорошо видна из села Джазатор. Вершина горы покрыта ледниками бассейна рек Дирентай и Акбулак.